# Helen Twelvetrees
Helen Twelvetrees (25 de diciembre de 1908 - 13 de febrero de 1958) fue una actriz teatral y cinematográfica estadounidense, considerada una primera estrella en los inicios del cine sonoro.

## Vida y carrera

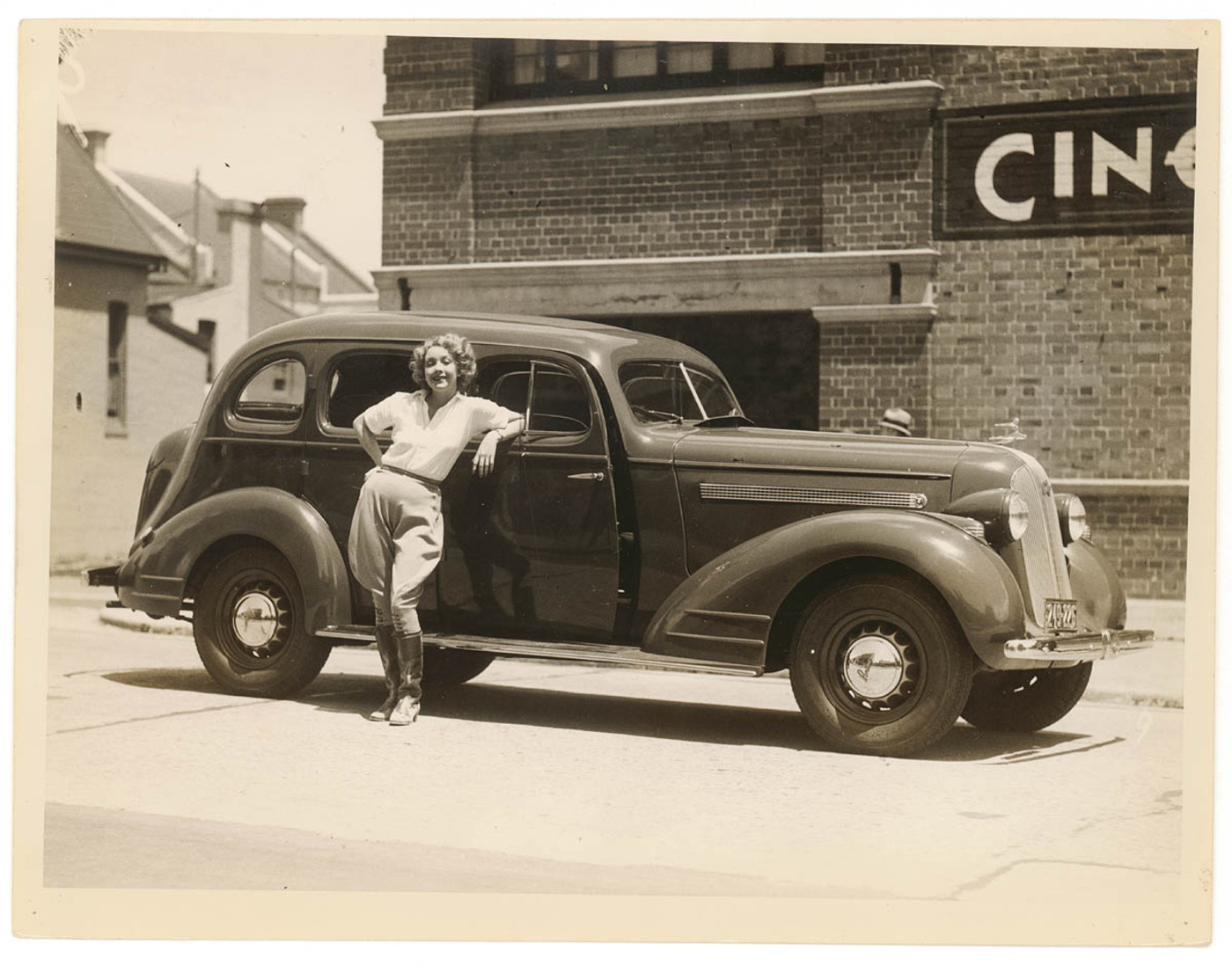
La actriz de cine Helen Twelvetrees y su Pontiac de 1935, Cinesound Studios, Sydney, 1936.

Su verdadero nombre era Helen Marie Jurgens. Nació en Brooklyn, Nueva York, y se graduó en la American Academy of Dramatic Art, donde conoció a su primer marido, el actor Clark Twelvetrees con quien se casó en 1927 y cuyo apellido adoptó como el artístico. Ya con cierta experiencia teatral, se fue a Hollywood con otros muchos actores, a fin de reemplazar a las estrellas del cine mudo que no hicieron la transición al cine sonoro. Su primer trabajo fue con la 20th Century Fox, y actuó en la película de 1929 The Ghost Talks.
Desafortunadamente, su carrera fue turbulenta, al igual que su vida personal. Tras tres películas con la Fox, fue liberada de su contrato. Sin embargo, firmó con Pathé poco después, y junto a Constance Bennett y Ann Harding, Twelvetrees protagonizó varios dramas lacrimógenos, no todos los cuales recibieron buenas críticas. Y cuando Pathé fue absorbida por RKO Pictures, gradualmente fue encontrándose con papeles inapropiados en títulos mediocres. Con la llegada de Katharine Hepburn a RKO, Twelvetrees dejó el estudio y se hizo una actriz independiente (Harding y Bennett también se fueron posteriormente).
La película Her Man marcó el curso de su carrera, y ya siempre se le pidió interpretar a sufridas mujeres luchando por el hombre equivocado. 
Más adelante actuó junto a Spencer Tracy en Now I'll Tell (también conocida como When New York Sleeps (Noches de Nueva York), de 1934, basada en una novela de 'Mrs. Arnold Robinson'; junto a Donald Cook en The Spanish Cape Mystery; y coprotagonizó para Paramount Pictures A Bedtime Story (El soltero inocente), con Maurice Chevalier. 
También interpretó dos filmes de la Metro-Goldwyn-Mayer, con los que la crítica apuntó que ella "tenía un don para proyectar fuerza emocional con un mínimo esfuerzo visible". Sin embargo, otros críticos (incluyendo uno del The New York Times) decían que tendía a la sobreactuación en otras de sus interpretaciones.
De 1936 a 1937, disputó públicamente con su segundo marido, el antiguo doble de riesgo Frank Woody, con quien tuvo a su único hijo, Jack Brian Woody (1932-2016), y actuó en westerns de serie B y en títulos policíacos. Dejó el cine para dedicarse al teatro veraniego en 1939 y debutó en Broadway con la obra Boudoir, de Jacques Deval, en 1941. Desafortunadamente, la obra solamente se representó once veces, y ella se retiró parcialmente a Harrisburg (Pensilvania) con su tercer marido, Conrad Payne, un capitán de la fuerza aérea. A pesar de ello, de manera ocasional siguió actuando e hizo con éxito el papel de Blanche en la obra Un tranvía llamado deseo en el circuito teatral veraniego de los primeros años cincuenta. Una compañera de reparto en esa producción recordaba que Twelvetrees "tenía los ojos más tristes que nunca había visto", y parecía ser una "mujer emocionalmente frágil".
Twelvetrees se suicidó con una sobredosis de sedantes el 13 de febrero de 1958.

## Filmografía
- Words and Music (1929)
- Blue Skies (1929)
- The Ghost Talks (1929)
- The Cat Creeps (1930)
- Her Man (Su hombre) (1930)
- Swing High (1930)
- The Grand Parade (1930)
- Bad Company (Aristócratas del crimen) (1931)
- A Woman of Experience (Una mujer de experiencia) (1931)
- Millie (1931)
- The Painted Desert (El desierto de la nieve) (1931)
- Unashamed (1932)
- Is My Face Red? (1932)
- State's Attorney (1932)
- Young Bride (1932)
- Panama Flo (1932)
- King for a Night (1933)
- My Woman (1933)
- Disgraced! (1933)
- A Bedtime Story (El soltero inocente) (1933)
- Broken Hearts (1933)
- One Hour Late (1934)
- She Was a Lady (1934)
- Now I'll Tell (Noches de Nueva York) (1934)
- All Men Are Enemies (1934)
- Frisco Waterfront (1935)
- The Spanish Cape Mystery (1935)
- She Gets Her Man (1935)
- Times Square Lady (1935)
- Thoroughbred (1936)
- Hollywood Round-Up (1937)
- Unmarried (1939)
- Persons in Hiding (1939)